# ليونيل سايمور كرايغ
ليونيل سايمور كرايغ (بالإنجليزية: Lionel Seymour Craig)‏ هو موظف مدني باربادوسي، ولد في 13 فبراير 1929، وتوفي في 9 مارس 2014.